# Концерт-хол Рошен
Концерт-хол Рошен, або Roshen Concert Hall — проєкт створення в Києві концертного залу міжнародного рівня, який реалізується за кошти компанії Рошен і Фонду Петра Порошенка.
У вересні 2020 року корпорація Рошен придбала колишній Палац культури ім. Корольова в столичному мікрорайоні Відрадний задля будівництва нового концерт-холу. Презентація проєкту відбулася у тому ж мікрорайоні 19 жовтня. Згідно тодішнього плану, «Концерт-хол Рошен» мав відкритися у вересні 2025 року. Головний менеджер проєкту Євген Полтавцев. Проєктом планується створення великої зали на 1800 глядачів та камерної зали на 400.
В травні 2021 року стало відомо, що концертну залу проєктуватиме норвезьке архітектурне бюро Snøhetta, чий проєкт переміг на міжнародному архітектурному конкурсі. Повідомляється, що планується зміна ландшафту і дизайну будівлі, створення спеціальної концертної акустики й інфраструктури для репетицій музичних колективів. Технічні аспекти розробляли у згоді з британською компанією Theatre Projects, яка спеціалізується на театральній акустиці. Іноземці здійснюватимуть нагляд від початку робіт і до введення концертного залу в експлуатацію.
Через повномасштабне вторгнення Росії у 2022 році проєкт довелося відкласти. 23 лютого 2024  року колишній палац культури згорів, 1 квітня з будівлі демонтували оздоблення.